# Мадагаскарские суккулентные редколесья
Мадагаскарские суккулентные редколесья — экологический регион, расположенный на юге и юго-западе острова Мадагаскар. Статус сохранности экорегиона оценивается как критический, его специальный код — AT1312.

## Геология и ландшафт
Геология западной части экорегиона представлена рыхлыми песками на побережье и третичными известняками и песчаниками на суше. В южной части также присутствуют метаморфические и магматические горные породы фундамента. Почвы, как правило, песчаные, более богатые аллювиальные почвы встречаются вокруг речных участков. Местность относительно плоская, но есть несколько заметных глубоких обрывистых долин. Экорегион также включает устья рек Фихеранана и Онилахи.

## Климат
Климат тропический сухой с ярко выраженным засушливым сезоном с мая по октябрь. В сезон дождей (с ноября по апрель) количество осадков может достигать 750 мм при годовом диапазоне от 575 мм до 1330 мм. Среднегодовая дневная температура для региона составляет от 25 °C до 31 °C.

## Флора и фауна
Растительность экорегиона похожа на растительность экорегиона сухих лиственных лесов, но отличается большим количеством ксерофитных видов. Эти виды часто имеют приспособления для хранения воды и долгое время остаются без листьев. Леса экорегиона могут достигать 15 м в высоту. Кустарниковый ярус состоит из растений семейств анакардиевые, бурзеровые, молочайные и сапиндовые. На юго-западе экорегиона имеются растения, характерные для экорегиона колючих зарослей, такие как Didierea madagascariensis.
Леса экорегиона представляют собой важные места обитания для 8 видов лемуров и от 60 до 90 видов птиц. эндемичными млекопитающими для экорегиона являются 5 видов: Microcebus berthae, Phaner furcifer pallescens, воалаво, краснохвостый лемур, линейчатый мунго. К почти эндемичным млекопитающим относятся земляной тенрек, карликовый лемур Кокерела, малый ежовый тенрек, сифака Верро. Среди птиц эндемичными считаются белогрудый мадагаскарский пастушок и бурый бюльбюль Апперта, почти эндемичными считаются длиннохвостая земляная ракша, мадагаскарский зуёк, мадагаскарский чирок, последний находится под угрозой исчезновения, а три другие (белогрудый мадагаскарский пастушок, длиннохвостая земляная ракша и мадагаскарский зуёк) считаются уязвимыми. Белогорлая мадагаскарская кукушка встречается по всему экорегиону.
Эндемичные рептилии включают фельзума Стандинга, Chalarodon madagascariensis и Oplurus cuvieri. Плоскохвостая черепаха имеет узкий ареал распространения в экорегионе. Один вид гекконов, Paroedura vazimba, известен только из национального парка Зомбице-Вохибасия. По крайней мере 2 вида лягушек считаются эндемичными: Heterixalus luteostriatus и серо-розовый узкорот.

## Состояние экорегиона
В экорегионе есть несколько охраняемых территорий, включая вышеупомянутый национальный парк Зомбице-Вохибасия, специальный заповедник Андраномена и национальный парк Киринди-Митеа. Эти охраняемые зоны, а также несколько лесов за их пределами составляют относительно небольшую часть оставшейся естественной дикой природы. Степень охраны местообитаний сильно различается в зависимости от заповедника.
Как и во многих других экорегионах Мадагаскара, большой угрозой для этого экорегиона являются как преднамеренные поджоги для расширения сельскохозяйственных угодий, так и непреднамеренные пожары. Кроме того, в регионе происходит переработка лиственных пород в древесный уголь и эксплуатация лесов для получения строительной древесины. В меньшей степени лесам угрожает сбор мёда путём вырубки деревьев. Традиционная охота продолжается даже на охраняемых территориях, с ростом населения она может стать неустойчивой. Во многих частях экорегиона выпас крупного рогатого скота и коз приводит к деградации лесов. Из-за всех этих угроз среда обитания стала более фрагментированной.